# Музеј прекинутих веза у Загребу
Музеј прекинутих веза је специјални музеј у Загребу који су основали уметници Олинка Виштица и Дражен Грубишић. Израсла је из путујуће изложбе која се врти око концепта пропалих веза и њихових рушевина. Музеј садржи разноврсну колекцију предмета, од којих сваки представља личну причу о прошлој вези, доприносећи ширем наративу људских емоционалних искустава.
2011. добио је награду Кенет Хадсон за Европски музеј године, за најиновативнији музеј у Европи. Ово признање је признало јединствен концепт музеја и његову способност да ангажује публику представљањем интимних, личних историја као дела ширег културног дијалога.
Током 2017. музеј је посетило више од 100.000 посетилаца, што га чини 11. најпосећенијим музејом у Хрватској. 
Од свог оснивања, музеј је обишао 68 градова у 35 земаља, укључујући Токио, Сан Франциско, Берлин, Париз, Лондон и Шангај. Путујући експонати су одиграли виталну улогу у проширењу колекције и додавању слојева друштвеног, културног и историјског контекста наративима о сломљеном срцу и раздвајању.
У новембру 2024. Музеј прекинутих веза отворио је своју другу сталну локацију у Чијанг Мају.

## Историја
Музеј су основала два загребачка уметника, Олинка Виштица и Дражен Грубишић. Након што се њихова четворогодишња љубавна веза завршила 2003., њих двоје су се шалили о постављању музеја у који ће бити смештени заостали лични предмети. Три године касније, Грубишић је контактирао Виштицу са овом идејом, овога пута озбиљно. Почели су да траже од својих пријатеља да донирају предмете који су остали након раскида и колекција је настала. Први пут је приказан јавности 2006. у Глиптотеци Загреб, у склопу 41. Загребачког салона. 
У годинама које су уследиле, колекција је кренула на светску турнеју, посетивши Аргентину, Босну и Херцеговину, Немачку, Македонију, Филипине, Србију, Сингапур, Словенију, Јужну Африку, Турску, Велику Британију и Сједињене Америчке Државе. У периоду од 2006. до 2010. колекцију је видело више од 200.000 посетилаца. Успут је прикупљено неколико нових предмета које су поклонили грађани; више од 30 предмета поклонили су само Берлинци током изложбе у том граду 2007. 
У међувремену, након неуспешних покушаја да заинтересују хрватско Министарство културе за проналажење сталне локације за музеј, Виштица и Грубишић су одлучили да приватно инвестирају и изнајме простор од 300 м2 у Градецу, што га чини првим градским музејом у приватном власништву.  Музеј отворен у октобру 2010. показао се популарним посебно код страних туриста, не само због оригиналне тематике, већ и због чињенице да је отворен седам дана у недељи, за разлику од других музеја у граду.  
У мају 2011. Музеј прекинутих веза добио је награду Кенет Хадсон, коју додељује Европски музејски форум. Награда се додељује „музеју, личности, пројекту или групи људи који су показали најнеобичније, смело и, можда, најконтроверзније достигнуће које доводи у питање уобичајена схватања улоге музеја у друштву”, оцењујући „важност јавног квалитета и иновација као основних елемената успешног музеја”. Жири је приметио следеће: 
Музеј прекинутих веза подстиче дискусију и размишљање не само о крхкости људских односа, већ и о политичким, друштвеним и културним околностима које окружују приче које се причају. Музеј поштује капацитет публике за разумевање ширих историјских, друштвених питања својствених различитим културама и идентитетима и пружа катарзу за донаторе на више личном нивоу.

## Концепт
Збирка се састоји од приближно 3500 предмета које су донирали појединци из целог света и она се стално повећава. Сваки предмет је симболична успомена на прошлу везу, праћена анонимном причом донатора.
Пројекат је подељен у неколико сегмената: 
- Изглед остатака материјала укључује објекте који су представљени са датумима и локацијама односа и напоменама њихових анонимних донатора. Због ограничења физичког простора, сви објекти из колекције нису приказани истовремено.
- Виртуелни веб музеј омогућава регистрованим посетиоцима да постану донатори кроз постављање својих слика и докумената. Донатори могу одлучити да ли да отворе своје личне колекције на увид другим корисницима музеја.

## Путујуће изложбе
Музеј прекинутих веза је до сада имао изложбе у следећим градовима:
- Сплит, Хрватска (2006)
- Љубљана, Словенија (2006)
- Марибор, Словенија (2007)
- Сарајево, Босна и Херцеговина (2007)
- Скопље, Северна Македонија (2007)
- Пула, Хрватска (2008)
- Београд, Србија (2008)
- Ријека, Хрватска (2008)
- Нитра, Словачка (2008)
- Сан Франциско, Калифорнија, САД (2009)
- Сингапур (2009)
- Килкени, Ирска (2009)
- Манила, Филипини (2009)
- Кејптаун, Јужна Африка (2009)
- Истанбул, Турска (2010)
- Блумингтон, Индијана, САД (2010)
- Сент Луис, Мисури, САД (2010)
- Берин, Немачка (2010)
- Буенос Ајрес, Аргентина (2011)
- Хјустон, Тексас, САД (2011)
- Лондон, Уједињено Краљевство (2011)
- Слифорд, Линколншир, Уједињено Краљевство (2012)
- Париз, Француска (2012/2013)
- Боулдер, Колорадо, САД (2013)
- Каосјунг, Тајван (2013)
- Тајпеј, Тајван (2013)
- Амстердам, Холандија (2014)
- Мексико Сити, Мексико (2014)
- Лондон, Уједињено Краљевство (2014)
- Тајпеј, Тајван (2014)
- Брисел, Белгија (2014)
- Сан Франциско, САД (2015)
- Базел, Швајцарска (2015)
- Монс, Белгија (2015)
- Вајтхорс, Јукон, Канада (2015)
- Колен, Немачка (2016)
- Боисе, Ајдахо, САД (2016)
- Хелсинки, Финска (2016)
- Јеју, Јужна Кореја (2016)
- Келн, Немачка (2016)
- Питсбург, Пенсилванија (2016)
- Копенхаген, Данска (2017)
- Хајделберг, Немачка (2017)
- Истанбул, Турска (2017)
- Њујорк, САД (2017)
- Токио, Јапан (2018)
- Шангај, Кина (2018)
- Алта, Норвешка (2018)
- Сиднеј, Нови Јужни Велс, Аустралија (2018)
- Скопље, Северна Македонија (2019)
- Тбилиси, Грузија (2019)
- Торонто, Канада (2019)
- Мелбурн, Аустралија (2019)
- Дунедин, Нови Зеланд (2020)
- Јорк, Уједињено Краљевство (2020)
- Букурешт, Румунија (2020)
- Авеиро, Португал (2021)
- Лавал, Француска (2023)
- Мексико Сити, Мексико (2023)
- Индијанаполис, САД (2023)[8]
- Подгорица, Црна Гора (2024)
- Београд, Србија (2024)

## Музеј прекинутих веза у Чијанг Мају
Музеј прекинутих веза отворио је другу локацију у Чијанг Мају на Тајланду у новембру 2024., чиме је обележена прва локација у југоисточној Азији. Музеј садржи колекцију донираних предмета праћених личним причама које симболизују теме љубави и губитка. Огранак у Чијанг Мају интегрише глобални фокус музеја на људске односе са регионалним културним елементима, стварајући простор за интроспекцију и емоционалну везу. Ова експанзија одражава сталну посвећеност музеја документовању и истраживању универзалних и разноврсних искустава људских односа.

## Музеј прекинутих веза у Лос Анђелесу
Музеј прекинутих веза у Лос Анђелесу је отворен 4. јуна 2016. и налазио се у срцу Холивуда, а директорка је била Алексис Хајд.
Током боравка у Загребу, амерички адвокат Џон Б. Квин посетио је Музеј прекинутих веза, који му се толико допао да је одлучио да започне сарадњу са оснивачима музеја. Локација у Лос Анђелесу затворена је новембра 2017. 